# 圣安托万拉拜
圣安托万拉拜（法語：Saint Antoine l'Abbaye，法語發音：[sɛ̃.t‿ɑ̃twan labei]）是法国伊泽尔省的一个市镇，属于格勒诺布尔区。该市镇于2015年12月31日由原圣安托万拉拜与市镇迪奥奈合并而成。

## 地理
圣安托万拉拜（45°10'30"N, 5°13'0"E）面积36.22 平方千米，位于法国奥弗涅-罗讷-阿尔卑斯大区伊泽尔省，该省份为法国东南部内陆省份，北起顺时针与安省、萨瓦省、上阿尔卑斯省、德龙省、阿尔代什省、卢瓦尔省和罗讷省。
与圣安托万拉拜接壤的市镇（或旧市镇、城区）包括：鲁瓦邦、贝桑、圣阿波利纳尔、沙特、圣博内德沙瓦涅、蒙塔涅、蒙米拉勒、瓦莱尔巴斯。
圣安托万拉拜的时区为UTC+01:00、UTC+02:00（夏令时）。

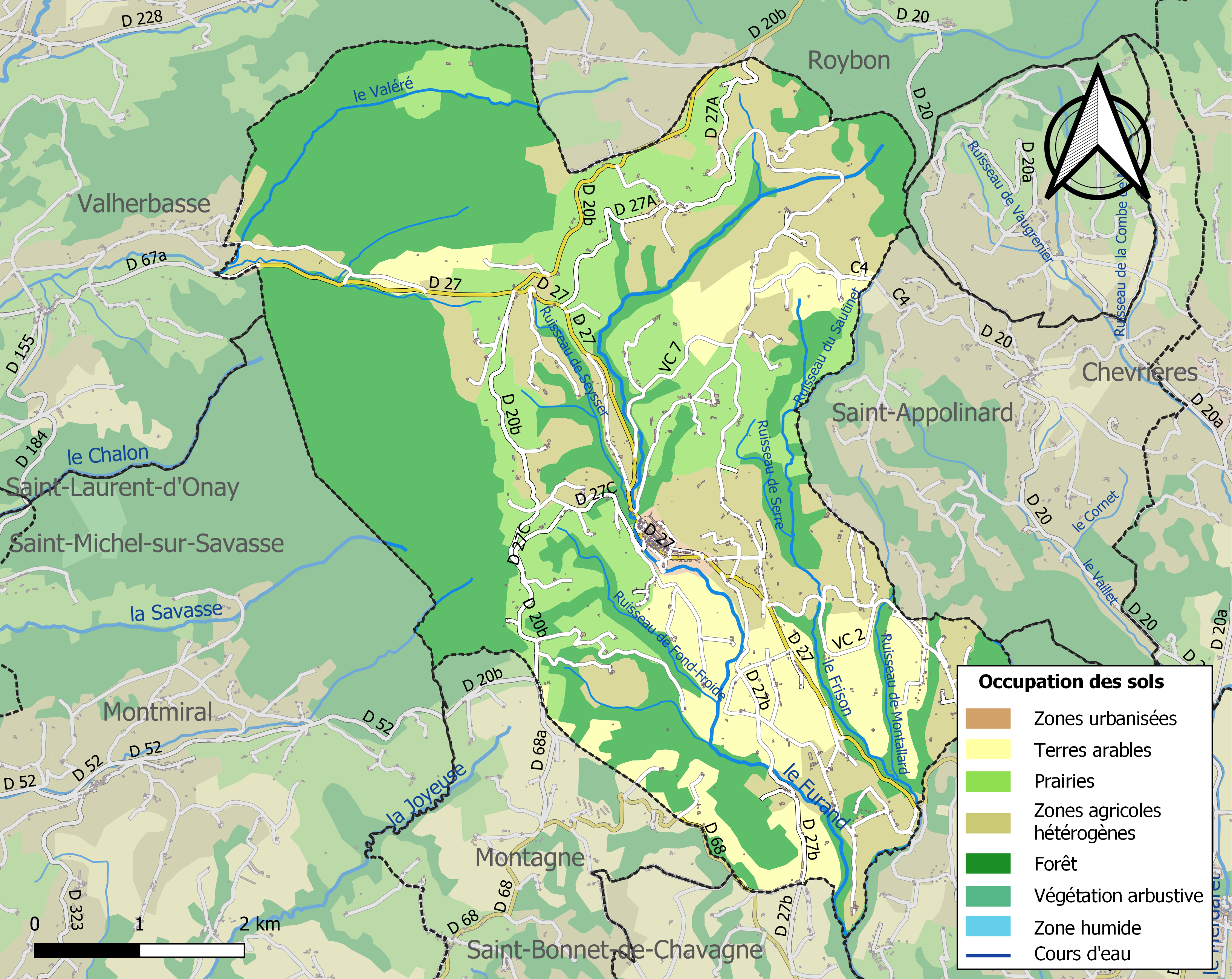
圣安托万拉拜的OSM定位图

## 行政
圣安托万拉拜的邮政编码为38160，INSEE市镇编码为38359。

## 政治
圣安托万拉拜所属的省级选区为南格雷西沃当县。

## 人口

1962-2008年间圣安托万拉拜人口变化图示

圣安托万拉拜于2022年1月1日时的人口数量为1258人。